# Cucujomyces phycophilus
Cucujomyces phycophilus är en svampart som beskrevs av A. Weir & W. Rossi 1997. Cucujomyces phycophilus ingår i släktet Cucujomyces och familjen Laboulbeniaceae.   Inga underarter finns listade i Catalogue of Life.